# Пяскі-Крулевські
Пяскі-Крулевські (пол. Piaski Królewskie) — село в Польщі, у гміні Брохув Сохачевського повіту Мазовецького воєводства.
У 1975-1998 роках село належало до Варшавського воєводства.